# Ellsworth (Michigan)
Pour les articles homonymes, voir Ellsworth.
Ellsworth est un village du comté d'Antrim, dans l'État du Michigan, aux États-Unis.
Sa population était de 349 habitants au recensement de 2010.